# Injerencia humanitaria
La injerencia humanitaria es la intervención en un Estado soberano por uno o varios Estados u organizaciones internacionales, mediante la fuerza armada y sin su consentimiento, con el objetivo de proporcionar a la población civil protección ante la violación masiva y sistemática de sus derechos humanos o bien ante situaciones de emergencia derivadas de una guerra civil, de hambrunas o genocidio, entre otras causas. La injerencia humanitaria no deberá anexar el Estado ni afectar a su integridad territorial, sino meramente aliviar la situación de la población civil del Estado.
La concepción que, según los defensores del concepto, hay detrás de una intervención de este tipo es que existen criterios de humanidad que, en determinadas circunstancias, prevalecen sobre el principio de soberanía de los Estados y el principio de no intervención en los asuntos internos de los Estados. Pero otros critican que el Derecho internacional humanitario no puede invocarse para justificar una intervención armada y denuncian que el fin último del término es proporcionar una cobertura de legitimidad al uso de la fuerza.

## Historia
La primera justificación del uso de la fuerza con el primer intento de "castigar la injuria y proteger a los inocentes" se lo atribuye a Hugo Grocio (1583-1645) dando inicio al debate sobre la injerencia humanitaria que se prolongó durante los siglos posteriores y entre otros escritores como: Pufendorf, Wolf, Vattel, Kant o Stuart Mill, que reflexionaron sobre el uso de la fuerza contra quienes "hubiesen maltratado a sus súbditos más allá de lo que parece aceptable".
El concepto injerencia humanitaria fue impulsado por la creación en 1971 de la ONG Médicos sin Fronteras en Francia dentro del sistema internacional a fines del siglo XX. En 1976 se creó en Canadá otra ONG dedicada al tema de derechos humanos, junto con Amnistía Internacional, Human Rights Watch.  
La evolución del sistema internacional en la segunda mitad de los años noventa llevó al establecimiento de un tribunal de justicia internacional encargado de velar por el respeto de los derechos humanos y de perseguir los crímenes de guerra y contra la humanidad.

## Bases legales
La intervención humanitaria es un concepto que solo permite el uso de la fuerza en una situación en la cual el Consejo de Seguridad de las Naciones Unidas no puede aprobar una resolución bajo el Capítulo VII de la Carta de las Naciones Unidas debido al veto de un miembro permanente o al no alcanzar nueve votos a favor. El Capítulo VII le permite al Consejo de Seguridad tomar acción en situaciones en las que hay una "amenaza a la paz, quebrantamiento de la paz o acto de agresión". Sin embargo, cualquier resolución con ese efecto debe ser aprobada por todos los cinco miembros permanentes. La referencia al "derecho" de la intervención humanitaria fue invocado por primera vez en un contexto después de la Guerra Fría en 1990 por la delegación de Reino Unido después de que Rusia y China no aprobaran una zona de exclusión aérea en Irak. Por lo tanto, el concepto está diseñado para evitar el Consejo de Seguridad invocando un derecho además de sus objetivos humanitarios. Sin embargo, los detractores basan sus argumentos en el Tratado de Westfalia de 1648, el cual establece los derechos de las naciones soberanas de actuar libremente dentro de sus bordes. Esto se mantiene en la Carta de la ONU de 1945, cuyo artículo 2(7) establece que "nada autorizará la intervención en los asuntos que son esencialmente de la jurisdicción interna de los Estados." Ya que tanto los promotores como detractores de la intervención humanitaria tienen bases legales en la Carta de las Naciones Unidas, todavía existe controversia sobre si es la soberanía o las causas humanitarias las que deben prevalecer. Las Naciones Unidas también han estado constantemente involucradas con asuntos relacionados con la intervención humanitaria, interviniendo en un creciente número de conflictos dentro de los territorios de las naciones.